# Live in Sydney
Live in Sydney é um álbum de vídeo da cantora australiana Kylie Minogue, lançado em 1 de outubro de 2001 através das gravadoras Rhino e Warner Vision. O álbum contém o show da turnê On a Night Like This gravado em 11 de maio de 2001 no Sydney Entertainment Centre em Sydney, Austrália, além de cenas de bastidores incluindo uma entrada no camarim dos dançarinos e um trecho do show chamada "Will Kylie Crack".
O álbum foi certificado platina tripla na Austrália, certificado pela Australian Recording Industry Association (ARIA). No ano seguinte ao seu lançamento, Live in Sydney causou uma controvérsia na Malásia, onde possuir uma cópia do vídeo era um crime punível de três anos de prisão, como parte de uma tentativa de instilar valores tradicionais na população do país.

## Lista de faixas
1. "Loveboat"
2. "Kookachoo"
3. "Hand on Your Heart"
4. "Put Yourself in My Place"
5. "On a Night Like This"
6. "Step Back in Time"/"Never Too Late"/"Wouldn't Change a Thing"/"Turn It into Love"/"Celebration"
7. "Can't Get You out of My Head"
8. "Your Disco Needs You"
9. "I Should Be So Lucky"
10. "Better the Devil You Know"
11. "So Now Goodbye"
12. "Physical"
13. "Butterfly"
14. "Confide in Me"
15. "Kids"
16. "Shocked"
17. "Light Years"
18. "What Do I Have to Do?"
19. "Spinning Around"

## Desempenho nas tabelas musicais
| Tabela (2001)                             | Melhor posição |
| ----------------------------------------- | -------------- |
| Reino Unido DVD (Official Charts Company) | 1              |